# Outer Seven

Les Six et les « 7 de l'extérieur » en 1961.
Europe des Six
Outer Seven

L'expression anglaise Outer Seven (en français, les « Sept de l'extérieur ») a été utilisée au Royaume-Uni pour désigner les sept États européens de l'Association européenne de libre-échange. L'expression s'oppose à celle d'« Inner Six », en français l’Europe des Six, qui désigne l’ensemble des États fondateurs des différentes Communautés devenues par la suite l'Union européenne.
Il s'agit de l'Autriche, du Danemark, de la Norvège, du Portugal, du Royaume-Uni, de la Suède et de la Suisse. Sur ces sept États, quatre sont désormais membres de l'Union européenne : l'Autriche, le Danemark, le Portugal et la Suède.

## Sources
- (en) Cet article est partiellement ou en totalité issu de l’article de Wikipédia en anglais intitulé « Inner Six » (voir la liste des auteurs).